# Боденхеймер, Макс Исидор
Макс Исидор Боденхе́ймер (нем. Max Isidor Bodenheimer, 12 марта 1865, Штутгарт — 19 июля 1940, Иерусалим) — идеолог и практик сионизма, один из основателей Всемирной сионистской организации, второй директор Еврейского национального фонда.

## Биография

### Юность и начало политической деятельности
Макс Исидор Боденхеймер родился в 1865 году в Штутгарте. С 1884 по 1889 год он изучал юриспруденцию в университетах Тюбингена, Страсбурга, Берлина и Фрайбурга. С 1890 года он начал адвокатскую практику в Кёльне и продолжал её до 1933 года.
В 1891 году Боденхеймер опубликовал статью «Являются ли русские евреи народом?», а затем брошюру «Куда с русскими евреями? Сирия как убежище для русских евреев», содержавшую призыв к переселению евреев в Палестину. В 1893 году он стал, вместе с Давидом Вольфсоном, одним из основателей «Национального еврейского клуба Сион» (нем. Nationaljüdischer Klub Zion Köln), кёльнского филиала организации «Ховевей Цион» (с 1894 года переименованного в Национальную еврейскую ассоциацию, нем. Nationaljüdische Vereinigung), впоследствии ставшего ядром сионистского движения в Германии. В июле 1897 года была создана Национальная еврейская ассоциация Германии, в октябре переименованная в Сионистскую ассоциацию Германии (нем. Zionistische Vereinigung für Deutschland). Боденхеймер оставался председателем этой организации до 1910 года.

### Союз с Герцлем и деятельность в рамках Всемирной сионистской организации
С мая 1896 года Боденхеймер состоял в переписке с Теодором Герцлем. С самого начала он был сторонником идеи Герцля о построении еврейского государства. В 1897 году на Первом Сионистском всемирном конгрессе Боденхеймер вошёл в комиссию, разработавшую Базельскую программу — первую официальную программу Всемирной сионистской организации. С этого же года по 1921 год (а также с 1931 по 1933) он входил в Генеральный совет Всемирной сионистской организации.
В 1898 году Боденхеймер вошёл в группу, сопровождавшую Герцля в его поездке в Страну Израиля и во время встречи с кайзером Вильгельмом II. Контакты Боденхеймера, сиониста и патриота Германии, с германской администрацией были продолжены в 1902 году, когда он представил меморандум, обосновывавший общность сионистских и германских интересов. Боденхеймер доказывал, что эмиграция евреев Восточной Европы в Страну Израиля вместо Германии снимет с последней ответственность за их интеграцию, а родство идиш с немецким языком обеспечит Германии лояльность еврейских поселенцев в Палестине. Меморандум был встречен со скепсисом; заместитель министра иностранных дел фон Рихтгофен выразил сомнения в способности евреев к освоению земель и в их приверженности немецкой культуре.
В декабре 1901 года V Сионистский конгресс ратифицировал устав Всемирной сионистской организации, основным автором которого был Боденхеймер. После смерти Герцля (1904) влияние Боденхеймера во Всемирной сионистской организации начало снижаться. Тем не менее, в 1910 году ему было поручено возглавить комитет, занимавшийся выработкой новой версии конституции организации. Эта новая версия была ратифицирована Сионистским конгрессом на следующий год.
С 1907 года Боденхеймер сменил Иоганна Кременецкого на посту директора Еврейского национального фонда. В этот период штаб-квартира фонда располагалась в Кёльне, где Боденхеймер практиковал как юрист. После начала мировой войны он инициировал перенос штаб-квартиры фонда из Германии в Гаагу с тем, чтобы она находилась на территории нейтрального государства. По ходу войны он вернулся к своей старой идее сотрудничества между сионистским движением и Германией, и учредил Комитет по освобождению российских евреев (нем. Komitee zur Befreiung der russischen Juden). Идея Боденхеймера заключалась в создании федеративного буферного государства между Германией и Россией под управлением династии Гогенцоллернов при непосредственном участии шестимиллионного еврейского сектора населения  , в то время как другие, даже более многочисленные, национальные группы будут «уравновешивать» друг друга. Несмотря на поддержку со стороны генерала Людендорфа и фельдмаршала Гинденбурга, этот проект также был отвергнут политическим руководством Германии. План был отвергнут также большей частью деятелей сионистского движения. В ноябре того же года Боденхеймер подал в отставку с поста директора Еврейского национального фонда.
После окончания войны, в 1920 году, Макс Боденхеймер возглавил организационную комиссию, подготовившую первый послевоенный Сионистский конгресс. XII Сионистский конгресс (1921) избрал его председателем судебной комиссии, но уже в июле 1922 года он подал в отставку и с этого поста.

### Последний период жизни
В 1929 году, разочаровавшись в политике большинства Всемирной сионистской организации во главе с Хаимом Вейцманом, в оппозиции к пробританским взглядам которого он находился ещё с Первой мировой войны, Боденхеймер примкнул к ревизионистам Владимира Жаботинского и в 1931 году участвовал в своём последнем конгрессе как делегат ревизионистской партии, однако уже в 1934 году он порвал и с ревизионистами.
В 1933 году, после прихода к власти в Германии нацистов, Боденхеймер перебрался в Амстердам, а оттуда в 1936 году (по другим данным, в 1935 году) в Иерусалим, где начал составление своих мемуаров.
Макс Боденхеймер скончался в Иерусалиме в июле 1940 года. Его сын Фриц (Шимон) Боденхеймер стал профессором-энтомологом и в 1954 году был удостоен Премии Израиля в области сельского хозяйства.
В честь Макса Боденхеймера назван основанный в 1957 году кибуц Бейт-Нир, название которого представляет собой перевод с немецкого на иврит фамилии Боденхеймер.

## Публикации
В 1951 и 1952 году на иврите были изданы сначала избранные сочинения Макса Боденхеймера под общим названием «Тропой первых» (ивр. במסילת הראשונים‎) (редактор: Натан Агмон), а затем его мемуары. Мемуары Боденхеймера были переведены на немецкий язык в 1958 и на английский в 1963 году. Его дочь Хана также опубликовала часть его переписки.